# Carla Suárez
Carla Suárez Navarro (Las Palmas de Gran Canaria, 3 de septiembre de 1988) es una extenista profesional española. Su pareja es Olga García Pérez, futbolista profesional.
Desde enero de 2025, es designada como capitana del equipo español de la Copa Billie Jean King.

## Biografía
Suárez comenzó a disputar torneos del circuito profesional WTA en 2008, después de que en años precedentes hubiera logrado vencer en varios torneos del circuito ITF, seis en individuales y dos en dobles. Carla ya destacó en categorías inferiores, donde fue Campeona de España infantil en 2002, Subcampeona de Europa sub-16 en 2004, y Campeona de España junior y Campeona de Europa junior en 2006.
Su debut en un Grand Slam se produjo en Roland Garros de 2008, donde alcanzó los cuartos de final, cayendo ante la serbia Jelena Janković. Carla provenía de la fase previa y logró vencer a jugadoras como la francesa Amélie Mauresmo. Su participación en los restantes torneos de Grand Slam de 2008 fue mucho más discreta, cayendo en segunda ronda del Torneo de Wimbledon de nuevo ante Jelena Janković y en primera ronda del Abierto de Estados Unidos ante la rusa Alisa Kleibánova. Aun así sus buenos resultados le permitieron debutar con el equipo español de Copa Federación. En la eliminatoria de cuartos de final jugó el dobles junto a Nuria Llagostera y perdieron ante la pareja italiana formada por Tathiana Garbin y Sara Errani, mientras que en semifinales ante China venció en su primer partido de individuales ante Shuai Peng, pero perdió el segundo ante Jie Zheng.
En los Juegos Olímpicos de Pekín 2008, representó a España en la competición de individuales, siendo eliminada en primera ronda por la tenista china Shuai Peng.
En 2009 alcanzó los cuartos de final en el Open de Australia, donde fue eliminada por la rusa Yelena Dementieva (2-6, 2-6). A lo largo del torneo logró victorias de relevancia, como la conseguida ante la estadounidense Venus Williams en segunda ronda.
En 2010 llegó a tercera ronda del Abierto de Australia, donde cayó ante la primera favorita, Serena Williams, por 6-0 y 6-3. Llegó a semifinales de Acapulco en febrero y a la final de Marbella en abril, en la que perdió ante Flavia Pennetta. Se lesionó a finales de abril en el Torneo de Marruecos disputado en Fez.
En 2011 alcanzó la cuarta ronda del Abierto de Estados Unidos, siendo eliminada por la número 11 mundial en ese momento, Andrea Petkovic por un marcador de 6-1 y 6-4
En 2012 Carla alcanza la final del torneo de Estoril, cayendo en un durísimo partido ante la estonia Kaia Kanepi por un marcador de 3-6, 7-6(6) y 6-4. En el torneo de Wimbledon cae ante Samantha Stosur, entonces número 5 mundial, en primera ronda por un contundente 6-1 y 6-3 para luego tomarse la revancha en los [Juegos Olímpicos de Londres en un partido épico que la española ganó por 3-6, 7-5 y 10-8. Más tarde perdió en segunda ronda ante Kim Clijsters por 6-3 y 6-3.
El 1 de septiembre de 2020 hizo público que padecía un linfoma de Hodgkin, un tipo de cáncer que afecta al sistema inmunológico. En abril de 2021, tras siete meses de tratamiento volvió a entrenar.
El 3 de noviembre de 2021 disputa su último partido como tenista profesional en la Billie Jean King Cup, con el Equipo de Fed Cup de España.

## Títulos WTA (5; 2+3)

### Individual (2)
| Leyenda               |
| Grand Slam (0)        |
| Juegs Olímpicos (0)   |
| WTA Finals (0)        |
| Premier Mandatory (0) |
| Premier 5 (1)         |
| Premier (0)           |
| International (1)     |

| N.º | Fecha                 | Torneo | Superficie    | Oponente en la final | Resultado     |
| --- | --------------------- | ------ | ------------- | -------------------- | ------------- |
| 1.  | 3 de mayo de 2014     | Oeiras | Tierra batida | Svetlana Kuznetsova  | 6-4, 3-6, 6-4 |
| 2.  | 27 de febrero de 2016 | Doha   | Dura          | Jeļena Ostapenko     | 1-6, 6-4, 6-4 |

#### Finalista (9)
| N.º | Fecha                 | Torneo    | Superficie    | Oponente en la final      | Resultado        |
| --- | --------------------- | --------- | ------------- | ------------------------- | ---------------- |
| 1.  | 12 de abril de 2009   | Marbella  | Tierra batida | Jelena Janković           | 3-6, 6-3, 3-6    |
| 2.  | 11 de abril de 2010   | Marbella  | Tierra batida | Flavia Pennetta           | 2-6, 6-4, 3-6    |
| 3.  | 5 de mayo de 2012     | Estoril   | Tierra batida | Kaia Kanepi               | 6-3, 6-7(6), 4-6 |
| 4.  | 2 de marzo de 2013    | Acapulco  | Tierra batida | Sara Errani               | 0-6, 4-6         |
| 5.  | 4 de mayo de 2013     | Oeiras    | Tierra batida | Anastasiya Pavliuchenkova | 5-7, 2-6         |
| 6.  | 15 de febrero de 2015 | Amberes   | Dura (i)      | Andrea Petković           | w/o              |
| 7.  | 4 de abril de 2015    | Miami     | Dura          | Serena Williams           | 2-6, 0-6         |
| 8.  | 17 de mayo de 2015    | Roma      | Tierra batida | María Sharápova           | 6-4, 5-7, 1-6    |
| 9.  | 25 de agosto de 2018  | New Haven | Dura          | Aryna Sabalenka           | 1-6, 4-6         |

### Dobles (3)
| Leyenda               |
| Grand Slam (0)        |
| Juegos Olímpicos (0)  |
| WTA Finals (0)        |
| Premier Mandatory (0) |
| Premier 5 (0)         |
| Premier (3)           |
| International (0)     |

| N.º | Fecha                    | Torneos          | Superficie | Pareja           | Oponentes en la final            | Resultado        |
| --- | ------------------------ | ---------------- | ---------- | ---------------- | -------------------------------- | ---------------- |
| 1.  | 3 de agosto de 2014      | Stanford         | Dura       | Garbiñe Muguruza | Paula Kania Kateřina Siniaková   | 6-2, 4-6, [10-5] |
| 2.  | 21 de junio de 2015      | Birmingham       | Hierba     | Garbiñe Muguruza | Andrea Hlaváčková Lucie Hradecká | 6-4, 6-4         |
| 3.  | 26 de septiembre de 2015 | Tokio (Pacífico) | Dura       | Garbiñe Muguruza | Hao-Ching Chan Yung-Jan Chan     | 7-5, 6-1         |

#### Finalista (6)
| N.º | Fecha                    | Torneo           | Superficie    | Pareja           | Oponentes en la final              | Resultado           |
| --- | ------------------------ | ---------------- | ------------- | ---------------- | ---------------------------------- | ------------------- |
| 1.  | 10 de mayo de 2014       | Madrid           | Tierra batida | Garbiñe Muguruza | Sara Errani Roberta Vinci          | 4-6, 3-6            |
| 2.  | 21 de septiembre de 2014 | Tokio (Pacífico) | Dura          | Garbiñe Muguruza | Cara Black Sania Mirza             | 2-6, 5-7            |
| 3.  | 21 de febrero de 2015    | Dubái            | Dura          | Garbiñe Muguruza | Tímea Babos Kristina Mladenovic    | 3-6, 2-6            |
| 4.  | 9 de mayo de 2015        | Madrid           | Tierra batida | Garbiñe Muguruza | Casey Dellacqua Yaroslava Shvédova | 3-6, 7-6(4), [5-10] |
| 5.  | 1 de noviembre de 2015   | WTA Finals       | Dura (i)      | Garbiñe Muguruza | Martina Hingis Sania Mirza         | 0-6, 3-6            |
| 6.  | 27 de febrero de 2016    | Doha             | Dura          | Sara Errani      | Hao-Ching Chan Yung-Jan Chan       | 3-6, 3-6            |

### Clasificación histórica
| Torneo                         | 2008         | 2009         | 2010         | 2011         | 2012         | 2013         | 2014         | 2015         | 2016         | 2017         | 2018         | 2019         | 2020         | 2021        | Títulos     | G-P         | %   |
| ------------------------------ | ------------ | ------------ | ------------ | ------------ | ------------ | ------------ | ------------ | ------------ | ------------ | ------------ | ------------ | ------------ | ------------ | ----------- | ----------- | ----------- | --- |
| Torneos Grand Slam             |              |              |              |              |              |              |              |              |              |              |              |              |              |             |             |             |     |
| Australian Open                | A            | CF           | 3R           | 2R           | 2R           | 3R           | 3R           | 1R           | CF           | 2R           | CF           | 2R           | 2R           | A           | 0 / 12      | 23-12       | 66% |
| Roland Garros                  | CF           | 3R           | 1R           | A            | 3R           | 4R           | CF           | 3R           | 4R           | 4R           | 2R           | 3R           | A            | 1R          | 0 / 12      | 26-12       | 70% |
| Wimbledon                      | 2R           | 3R           | A            | A            | 1R           | 4R           | 2R           | 1R           | 4R           | 2R           | 3R           | 4R           | A            | 1R          | 0 / 11      | 16-11       | 59% |
| US Open                        | 1R           | 2R           | 1R           | 4R           | 2R           | CF           | 3R           | 1R           | 4R           | 4R           | CF           | 1R           | A            | 1R          | 0 / 13      | 21-13       | 64% |
| Ganados-Perdidos               | 5-3          | 9-4          | 2-3          | 4-3          | 4-4          | 12-4         | 9-4          | 2-4          | 13-4         | 8-4          | 11-4         | 6-4          | 1-1          | 0-3         | 0 / 48      | 86-48       | 65% |
| Representación Nacional        |              |              |              |              |              |              |              |              |              |              |              |              |              |             |             |             |     |
| Juegos Olímpicos               | 1R           | No celebrado | No celebrado | No celebrado | 2R           | No celebrado | No celebrado | No celebrado | 3R           | No celebrado | No celebrado | No celebrado | No celebrado | 0 / 3       | 3-3         | 50%         |     |
| Copa Billie Jean King          | F            | WG2          | WG2          | WG           | WG2          | WG           | WG2          | A            | WG           | A            | WG2          | WG           |              | 0 / 10      | 18-10       | 64%         |     |
| Copa Hopman                    | No participó | No participó | No participó | No participó | No participó | No participó | No participó | No participó | No participó | No participó | No participó | No participó | No participó | 0 / 0       | 0-0         | 0%          |     |
| Torneos Finales de año         |              |              |              |              |              |              |              |              |              |              |              |              |              |             |             |             |     |
| / WTA Finals                   | No clasificó | No clasificó | No clasificó | No clasificó | No clasificó | No clasificó | No clasificó | No clasificó | No clasificó | No clasificó | No clasificó | No clasificó |              | 0 / 0       | 0-0         | 0%          |     |
| / WTA Elite Trophy             | No clasificó | No clasificó | No clasificó | No clasificó | No clasificó | A            | SF           | RR           | A            | No clasificó | No clasificó | No clasificó |              | 0 / 2       | 3-3         | 50%         |     |
| Torneos WTA Premier Mandatory  |              |              |              |              |              |              |              |              |              |              |              |              |              |             |             |             |     |
| Indian Wells                   | A            | 2R           | 4R           | A            | 2R           | 3R           | 3R           | CF           | A            | 2R           | CF           | 2R           | ND           | 0 / 9       | 19-9        | 68%         |     |
| Miami                          | A            | 2R           | 2R           | A            | 1R           | 2R           | 3R           | F            | 1R           | 1R           | 1R           | 1R           | ND           | 0 / 10      | 11-10       | 52%         |     |
| Madrid                         | A            | 1R           | A            | A            | 2R           | 2R           | 3R           | 4R           | 3R           | 3R           | 4R           | 2R           | ND           | 0 / 9       | 15-9        | 65%         |     |
| Pekín                          | A            | 1R           | A            | 2R           | CF           | 3R           | 3R           | 3R           | 1R           | 1R           | 2R           | A            |              | 0 / 9       | 11-9        | 55%         |     |
| Torneos WTA Premier 5          |              |              |              |              |              |              |              |              |              |              |              |              |              |             |             |             |     |
| Doha / Dubái                   | A            | A            | A            | A            | 1R           | 1R           | A            | SF           | G            | A            | 2R           | 2R           | 2R           | 1 / 6       | 12-6        | 71%         |     |
| Roma                           | A            | 2R           | A            | A            | A            | CF           | CF           | F            | 3R           | 1R           | 1R           | 3R           | ND           | 0 / 8       | 16-8        | 67%         |     |
| Canadá                         | A            | 1R           | A            | A            | 3R           | 2R           | CF           | 1R           | 2R           | 1R           | 3R           | 2R           |              | 0 / 9       | 10-9        | 53%         |     |
| Cincinnati                     | A            | 1R           | A            | A            | 1R           | 1R           | 3R           | 1R           | CF           | 3R           | 1R           | 1R           |              | 0 / 9       | 7-9         | 44%         |     |
| Tokio / Wuhan                  | A            | A            | A            | A            | A            | A            | 2R           | 2R           | 3R           | 1R           | 1R           | A            |              | 0 / 5       | 4-5         | 44%         |     |
| Estadísticas totales:          |              |              |              |              |              |              |              |              |              |              |              |              |              |             |             |             |     |
| Torneos jugados                | 14           | 26           | 16           | 17           | 28           | 27           | 26           | 24           | 22           | 23           | 22           | 18           |              | 263         | 263         | 263         |     |
| Finales alcanzadas             | 0            | 1            | 1            | 0            | 1            | 2            | 1            | 3            | 1            | 0            | 1            | 0            |              | 11          | 11          | 11          |     |
| Torneos ganados                | 0            | 0            | 0            | 0            | 0            | 0            | 1            | 0            | 1            | 0            | 0            | 0            |              | 2           | 2           | 2           |     |
| Dura ganados-perdidos          | 3-7          | 11-14        | 14-10        | 13-13        | 11-16        | 21-18        | 31-18        | 27-17        | 24-14        | 11-13        | 22-14        | 10-11        |              | 1 / 95      | 198–165     | 55%         |     |
| Tierra batida ganados-perdidos | 10-6         | 16-10        | 10-6         | 7-3          | 13-9         | 18-7         | 18-5         | 12-4         | 9-4          | 13-7         | 6-5          | 5-5          |              | 1 / 31      | 137–71      | 66%         |     |
| Hierba ganados-perdidos        | 1-1          | 2-2          | 0            | 1-1          | 1-3          | 6-2          | 2-2          | 2-3          | 6-3          | 2-3          | 2-3          | 3-2          |              | 0 / 25      | 28-25       | 53%         |     |
| Ganados-perdidos               | 14-14        | 29-26        | 24-16        | 21-17        | 25-28        | 45-27        | 51-25        | 41-24        | 39-21        | 26-23        | 30-22        | 18-18        |              | 2 / 263     | 363-261     | 59%         |     |
| Victorias (%)                  | 50%          | 53%          | 60%          | 55%          | 47%          | 63%          | 66%          | 63%          | 64%          | 53%          | 58%          | 50%          |              | 57%         | 57%         | 57%         |     |
| Ranking WTA                    | 50           | 34           | 57           | 56           | 34           | 17           | 18           | 13           | 12           | 40           | 23           | 55           |              | $11,673,746 | $11,673,746 | $11,673,746 |     |

## Títulos ITF (10; 6+4)

### Individuales (6)
- Mallorca, 2004
- Vale do Lobo, 2006
- Gran Canaria, 2007
- Madrid, 2007
- Melilla, 2007
- Las Palmas de Gran Canaria, 2007

### Finalista en individuales (4)
- Santa Cruz de Tenerife, 2005
- Barcelona, 2006
- Sunderland, 2007
- Tenerife, 2008
- Andalucía, 2009

### Dobles (4)
- Guecho, 2004
- Vitoria, 2005
- Petange, 2007
- Vigo, 2007